# Det oskyddade självet
Det oskyddade självet, engelska "unprotected self", är ett uttryck som används för att beskriva både självet hos ett barn som utsätts för en alltför hög mental belastning och den senare i utvecklingen vuxna individens svårigheter att skydda sig själv mot hög fysisk och psykisk belastning. Begreppet skapades i början av 2000-talet via kvalitativ forskningsmetodik och via intervjuer med kvinnor som utvecklat fibromyalgi. Fibromyalgi går forskningsmässigt att knyta till symptom på posttraumatiskt stressyndrom. Man kompenserar ofta för svårigheterna som är förknippade med det oskyddade självet genom att vara mycket aktiv.